# خدمتکار (مینی‌سریال)
خدمتکار (به انگلیسی: Maid) مجموعهٔ تلویزیونی درام آمریکایی است که توسط مولی اسمیت متزلر و بر اساس خاطرات استفانی لند، خدمتکار: کار سخت، دستمزد پایین و ارادهٔ مادری برای زنده‌ماندن ساخته شده‌است. این مجموعه در ۱ اکتبر ۲۰۲۱، از نتفلیکس به روی آنتن رفت.